# Karl II av Monaco
Karl II av Monaco, född 1555, död 1589, var en monark (herre) av Monaco från 1581 till 1589. 